# Oszczerstwo według Apellesa
Oszczerstwo według Apellesa (wł. Calunnia) – obraz Sandro Botticellego namalowany około 1494 roku techniką temperową na desce o wymiarach 62 × 91 cm, znajdujący się w zbiorach Galerii Uffizi we Florencji.

## Historia obrazu
Obraz powstał na zamówienie Antonia Segniego. Część badaczy twierdzi, że obraz został namalowany z pobudek osobistych, jako rodzaj autokomentarza do elementu biografii Botticellego, mogąc mieć związek z oskarżeniem go o homoseksualizm. Być może jest to także aluzja do wydarzeń związanych z procesem Savonaroli. Tematem alegorycznego malowidła jest przekazana przez Lukiana w Dialogach anegdota o intrydze przeciwko żyjącemu w IV wieku p.n.e. malarzowi Apellesowi. Oskarżony przez swojego rywala Antyfilosa o udział w spisku przeciwko królowi Ptolemeuszowi artysta zdołał udowodnić swoją niewinność, a na pamiątkę namalował alegoryczny obraz przedstawiający całe wydarzenie.

## Opis obrazu
Botticelli niemal dokładnie odtworzył obraz Apellesa z opisu pozostawionego przez Lukiana, który mógł znać zarówno z oryginału, jak i z parafrazy Albertiego. Malowidło przedstawia grupę postaci o charakterze alegorycznym. Po prawej stronie widać siedzącego na tronie króla Midasa z oślimi uszami (symbol głupoty), którego otaczają Podejrzliwość i Ignorancja. Władca wyciąga rękę w stronę mężczyzny w kapturze, symbolizującego Zawiść. Ten trzyma za rękę Oszczerstwo ukazane pod postacią pięknej młodej dziewczyny, ciągnącej za włosy obnażonego mężczyznę będącego symbolem Niewinności. Obok nich znajdują się dwie postaci będące personifikacjami Podstępu i Zdrady. Z lewej strony obrazu odziana w czerń kobieta, symbolizująca Pokutę, spogląda na wskazującą ręką w niebo nagą kobietę personifikującą Prawdę. Cała scena została umieszczona w pałacowym wnętrzu ozdobionym płaskorzeźbami i posągami. Część z nich przedstawia motywy zaczerpnięte z wcześniejszych prac Botticellego, takich jak Powracająca Judyta.